# Zygopachylus
Zygopachylus is een geslacht van hooiwagens uit de familie Manaosbiidae.
De wetenschappelijke naam Zygopachylus is voor het eerst geldig gepubliceerd door Chamberlin in 1925. 

## Soorten
Zygopachylus is monotypisch en omvat slechts de volgende soort:
- Zygopachylus albomarginis